# Объект 911
Объект 911 — советская опытная колёсно-гусеничная боевая машина пехоты. Разработана в г. Волгограде в конструкторском бюро Волгоградского тракторного завода (ВГТЗ). Серийно не производилась.

## История создания
В начале 1960-х годов по заданию Министерства Обороны СССР на ряде оборонных предприятий СССР были начаты разработки нового типа бронированных транспортных средств для мотострелковых подразделений. В числе основных предъявляемых требований были:
1. Защита от средств массового поражения;
2. Значительная огневая мощь;
3. Преодоление водных преград;
4. Возможность самостоятельной борьбы с танками противника.

Одной из таких разработок являлся «Объект 911». Разработка была начата в конструкторском бюро ВГТЗ под руководством главного конструктора Голованова И.В.. В 1964 году был создан опытный образец.

## Описание конструкции
Машина была создана на специальной базе. Сзади было размещено моторно-трансмиссионное отделение.

### Броневой корпус и башня
Корпус и башня были сварены из стальных катаных броневых листов. В корпусе имелось 6 амбразур для стрельбы из личного оружия.

### Вооружение
Основным вооружением являлся гладкоствольный 73-мм гранатомёт 2А28 «Гром». Боекомплект составлял 40 выстрелов.
С основным орудием был спарен танковый вариант 7,62-мм пулемёта Калашникова (ПКТ). Возимый боекомплект составлял 2000 патронов.
Для борьбы с танками на машине была установлена пусковая установка противотанковой управляемой ракеты 9М14М «Малютка». Возимый боекомплект составлял 4 ракеты.

### Ходовая часть
В машине было предусмотрено два движителя: колёсный и гусеничный. Колёсный состоял из четырёх колёс, два задних из которых были ведущие. Гусеничный движитель состоял из пяти опорных и двух поддерживающих катков. Переход с колёсного на гусеничный ход и наоборот составлял от 1,5 до 2 минут.
Для движения по воде используются водомёты.

## Машины на базе
«Объект 911Б» — советский опытный плавающий танк.

## Судьба проекта
После конкурсных сравнительных испытаний предпочтение было отдано «Объекту 765», поэтому машина на вооружение принята не была. После этого БМП была отправлена в Бронетанковый музей в Кубинке.